# Bahnhof Kagoshima-Chūō
Der Bahnhof Kagoshima-Chûô (jap. 鹿児島中央駅, Kagoshima-Chûô-Eki) im gleichnamigen Stadtbezirk ist der Hauptbahnhof der japanischen Stadt Kagoshima auf Kyūshū.

## Linien
Kagoshima-Chûô wird von den folgenden Linien bedient:
- JR Kyûshû Kyûshû-Shinkansen
- JR Kyûshû Kagoshima-Hauptlinie
- JR Kyûshû Ibusuki Makurazakilinie
- Straßenbahn Tosolinie